# Episodi di Coronet Blue
La prima e unica stagione della serie televisiva Coronet Blue è andata in onda negli Stati Uniti dal 29 maggio 1967 al 4 settembre 1967 sulla CBS.
| nº | Titolo originale                  | Prima TV USA     | Titolo italiano | Prima TV Italia |
| -- | --------------------------------- | ---------------- | --------------- | --------------- |
| 1  | A Time to be Born, a Time to Die  | 29 maggio 1967   |                 |                 |
| 2  | The Assassins                     | 12 giugno 1967   |                 |                 |
| 3  | The Rebels                        | 19 giugno 1967   |                 |                 |
| 4  | A Dozen Demons                    | 3 luglio 1967    |                 |                 |
| 5  | Faces                             | 10 luglio 1967   |                 |                 |
| 6  | Man Running                       | 17 luglio 1967   |                 |                 |
| 7  | A Charade for Murder              | 24 luglio 1967   |                 |                 |
| 8  | Saturday                          | 31 luglio 1967   |                 |                 |
| 9  | Presence of Evil                  | 7 agosto 1967    |                 |                 |
| 10 | Six Months to Mars                | 14 agosto 1967   |                 |                 |
| 11 | The Flip Side of Timmy Devon      | 4 settembre 1967 |                 |                 |
| 12 | Where You From and What You Done? | non trasmesso    |                 |                 |
| 13 | Tomoyo                            | non trasmesso    |                 |                 |

## A Time to be Born, a Time to Die
- Prima televisiva: 29 maggio 1967
- Diretto da: Paul Bogart
- Scritto da: Albert Ruben

### Trama
- Guest star: Susan Hampshire (Alix Frame), Chester Morris (dottor Michael Wilson), Bernice Massi (Margaret), Robert Burr (Vincent), Louise Troy (Joyce), Jon Cypher (Ewan McBurney), Donald Woods (Paul Frame), Marco St. John (Ted), James Noble (tenente Stevens), Jered Barclay (ambulanziere), Jose Duvall (Mr. Bardem), Peg Murray (Gwen), Edward McNally (poliziotto), Robert F. Lyons (Carl), Jane Holzer (se stessa al party)

## The Assassins
- Prima televisiva: 12 giugno 1967
- Diretto da: Lamont Johnson

### Trama
- Guest star: Signe Hasso (Lucille Sailer), Edward Binns (Lyle Sailer), Janet Margolin (Riva), John Vernon (Ali Mufti), Cal Bellini (Omeran), Fred J. Scollay (Gunther)

## The Rebels
- Prima televisiva: 19 giugno 1967
- Diretto da: Sam Wanamaker

### Trama
- Guest star: Richard Kiley (dottor Courtland), David Carradine (Walter Arnold), Jon Voight (Peter Wicklow), Candice Bergen (Enid Toler), Addison Powell (presidente Marshall), Ray Middleton (capo Loomis), Arthur Clark (lettore notiziario), Anita Sheer (Mara Kingsley)

## A Dozen Demons
- Prima televisiva: 3 luglio 1967
- Diretto da: David Greene
- Scritto da: Larry Cohen

### Trama
- Guest star: Brian Bedford (Anthony), Lynda Day George (Jenny), Donald Moffat (Rector), John Beal (Maurice Straigh), House Jameson (Manitee), Joseph Mascolo (Bodyguard), Berett Arcaya (Eileen)

## Faces
- Prima televisiva: 10 luglio 1967
- Diretto da: Robert Stevens

### Trama
- Guest star: Hal Holbrook (Carey Thomas), Mitch Ryan (Oscar Davis), Mart Hulswit (Carlton Hobbs), Martin Huston (George Thomas), Michael Walker (Robert Cooper), Joanna Roos (Mrs. Hope), Cec Linder (Vincent Schuster), Phyllis Thaxter (Mrs. Barclay), Marisa Berenson (Mary), Lou Polan (vice), Lisa James (Edna Farrar), Nicholas Pryor (guardia), John Pleshette (Dan), Wyley Hancock (Roth)

## Man Running
- Prima televisiva: 17 luglio 1967
- Diretto da: Sam Wanamaker

### Trama
- Guest star: Denholm Elliott (Roger Crowell - Imposter), Carlos Montalbán (Raul Estrada), Bramwell Fletcher (Roger Crowell), Juliet Mills (Margaret Crowell), Ralph Purdom (commesso), Alan Ansara (Gomez), René Enríquez (Sanchez), Ralph Thomas (detective), Colleen Kelly (cameriera)

## A Charade for Murder
- Prima televisiva: 24 luglio 1967
- Diretto da: David Pressman

### Trama
- Guest star: Jack Cassidy (Spangler / Demier), Robert Burr (Vincent), Bernice Massi (Margaret), Roy Scheider (agente), Brian Bedford (Anthony), Brenda Vaccaro (Julie), Paul Sparer (Frisch), Richard McMurray (Vine), Richard Bright (Harry), Patricia Wheel (Revere), Carol Gustafson (cameriera)

## Saturday
- Prima televisiva: 31 luglio 1967
- Diretto da: David Greene

### Trama
- Guest star: Doug Chapin (Walter Cane), Neva Patterson (zia Maggie), Charles Randall (uomo), Mark Kearney (Benjy Cane), Arthur Sussex (Sharp), Miles Chapin (Lonny), David Hartman (cameriere), Mary Orr (Mrs. Cane), Andrew Duncan

## Presence of Evil
- Prima televisiva: 7 agosto 1967
- Diretto da: Sam Wanamaker

### Trama
- Guest star: Brian Bedford (Anthony), Joseph Wiseman (Rudi Nateseh), Judi West (Nedda), Susan Tarr (Angele), Carol Crist (Folk Singer), Leonard Elliott (portiere), Colleen Kelly (cameriera), Viveca Lindfors (Kyra)

## Six Months to Mars
- Prima televisiva: 14 agosto 1967
- Diretto da: David Greene

### Trama
- Guest star: Patrick O'Neal (dottor Andrew Perkins), Alan Alda (Clay Breznia), Walter Moulder (dottor Ross), Kenneth Harvey (Monitor), Dennis Patrick (Jackson), Barbara Blake (Susan), Jock Gaynor (First Technician), Billy Dee Williams (Second Technician), Ed Wagner (Third Technician), Betty Low (insegnante di piano)

## The Flip Side of Timmy Devon
- Prima televisiva: 4 settembre 1967
- Diretto da: David Greene

### Trama
- Guest star: Dick Clark (Victor Brunswick), Sally Kellerman (Polly), Peter Duchin (Norm Perry), Bruce Scott (Timmy Devon), Murray the 'K' (Big Hart), Brian Bedford (Anthony), Gene Bua (Figure), Pamela Toll (Paula), Jesse Colin Young

## Where You From and What You Done?
- Prima televisiva: non trasmesso
- Diretto da: Sam Wanamaker

### Trama
- Guest star: Laura Devon (Ava Lou Springer), Vincent Gardenia (uomo), Martha Greenhouse ('Philadelphia' Woman), Tanya Everett (Sis), Joe Bennett (Stanley), Haila Stoddard (Mrs. Winters), Cliff Carpenter (bigliettaio), Frank Downing (addetto al distributore di benzina), Mark Gordon (detective)

## Tomoyo
- Prima televisiva: non trasmesso
- Diretto da: David Greene
- Scritto da: M.L. Davenport

### Trama
- Guest star: Cely Carillo (Tomoyo Omaki), Keye Luke (Yasito Omaki), Daniel J. Travanti (Raffie), Frank Cavestani (Artie), Brooks Rogers (portiere), Sab Shimono (Studente)